# IC 3227
IC 3227 ist eine Spiralgalaxie  vom Hubble-Typ Sd im Sternbild Coma Berenices am Nordsternhimmel. Sie ist schätzungsweise 61 Millionen Lichtjahre von der Milchstraße entfernt.
Das Objekt wurde am 23. März 1903 von Max Wolf entdeckt.